# Dürsədəf Kərimova
Dürsədəf Kərimova (23 de agosto de 1985) es una deportista azerbaiyana que compite en yudo adaptado. Ganó una medalla de oro en los Juegos Paralímpicos de Tokio 2020, en la categoría de +70 kg.

## Biografía
En 2019, Dursadaf Kerimova ganó la plata en el Campeonato de Europa para ciegos y personas con discapacidad visual y también se convirtió en campeona de Europa. Ese mismo año ganó una medalla de bronce en el Gran Premio de Tashkent.
En los Juegos Paralímpicos de Tokio 2020, Dursadaf Kerimova ganó la medalla de oro. Por orden del Presidente de la República de Azerbaiyán, Ilham Aliyev, del 6 de septiembre de 2021, Dursadaf Kerimova recibió la Orden "Por el Servicio a la Patria" por sus grandes logros en los Juegos Paralímpicos en Tokio y sus servicios en el desarrollo de los deportes azerbaiyanos.
En el Campeonato de Europa de 2022 Dursadaf Kerimova ganó una medalla de bronce. En agosto de 2023 ganó la plata en el Campeonato de Europa de Róterdam. El 5 de diciembre de 2023 ganó una medalla de bronce en el Gran Premio de Tokio.

## Palmarés internacional
| Juegos Paralímpicos | Juegos Paralímpicos | Juegos Paralímpicos | Juegos Paralímpicos |
| Año                 | Lugar               | Medalla             | Categoría           |
| ------------------- | ------------------- | ------------------- | ------------------- |
| 2020                | Tokio (Japón)       | Medalla de oro      | +70 kg              |